# تیتی دی جی
تیتی دوی جایاتی، معروف به تیتی دی جی، خواننده پاپ، ترانه‌سرا و صاحب عنوان مسابقه زیبایی اندونزیایی است. او اولین خواننده زن اندونزیایی بود که برای اجرای کنسرت در مارینا بی سندز در سنگاپور دعوت شد و اولین خواننده اندونزیایی بود که هفت کنسرت را در چهار روز اجرا کرد. او همچنین اولین مربی زنی بود که در سال ۲۰۱۹ برنده صدای اندونزی شد. او نماینده اندونزی در Miss World 1983 در لندن، انگلستان بود، اما جانشینی نداشت.
اولین ازدواج تیتی با بازیگر بوچک دپ بود و در سال ۱۹۹۵ به اسلام گروید و سه فرزند دارد. این زوج در سال ۱۹۹۷ از هم جدا شدند. او در سال ۱۹۹۹ با معلم آمریکایی اندرو هالیس دوغارتی ازدواج کرد، و دارای یک فرزند به نام استفانی پوتری است که با انتشار اولین تک آهنگ خود " I Love You 3000 " در سال ۲۰۱۹، حرفه موسیقی را دنبال کرد او و داغارتی در سال ۲۰۰۶ طلاق گرفتند. تیتی همچنین با همکار موسیقی خود، ایندرا لسمانا، شش سال رابطه داشت. او در سال ۲۰۰۷ با نوویار راخمانسیاه خواننده راک اندونزیایی ازدواج کرد و این زوج در اوت ۲۰۱۱ از هم جدا شدند

## آهنگ‌شناسی
- ایماجیناسی (1985)[۷]
- یانگ پرتاما یانگ بهاهگیا (۱۹۸۶)
- Ekspresi (1988)
- Titi DJ 1989 (1989)
- مرا به بهشت ببر (۱۹۹۱)
- بینتانگ بینتانگ (۱۹۹۵)
- کوینگین (۱۹۹۶)
- باهاسا کلبو (۱۹۹۹)
- سنیومان (۲۰۰۳)
- ملاانی هاتیمو (۲۰۰۵)
- تیتی به دیانا (۲۰۱۰)
- تیتی عاشق یووی (۲۰۱۵)
- ۴۰ (۲۰۲۴)